# Breagovo, Plovdiv
Breagovo (în bulgară Брягово) este un sat în comuna Părvomai, regiunea Plovdiv,  Bulgaria. 

## Demografie
Componența etnică a satului Breagovo
     Bulgari (81,92%)
     Romi (5,82%)
     Turci (1,8%)
     Nicio identificare (10,44%)
La recensământul din 2011, populația satului Breagovo era de 498 locuitori. Din punct de vedere etnic, majoritatea locuitorilor (81,92%) erau bulgari, existând și minorități de romi (5,82%) și turci (1,8%). Pentru 10,44% din locuitori nu este cunoscută apartenența etnică.